# Dárius Rusnák
Dárius Rusnák (* 2. Dezember 1959 in Ružomberok, Tschechoslowakei) ist ein ehemaliger tschechoslowakischer Eishockeyspieler und -trainer sowie jetziger -funktionär, der auf der Position des Stürmers spielte. Sein Sohn Ondrej ist ebenfalls professioneller Eishockeyspieler.

## Karriere
Rusnák begann seine Karriere als Kind bei Iskra Banská Bystrica, bevor er im Juniorenalter zum Spartak BEZ Bratislava wechselte. Im Alter von 17 Jahren wechselte er zum Stadtrivalen Slovan CHZJD Bratislava, für den er in der höchsten Spielklasse der Tschechoslowakei, der 1. Liga, debütierte. In den folgenden Jahren etablierte er sich innerhalb der Mannschaft und gehörte im März 1979 zur ersten slowakischen Mannschaft, die den tschechoslowakischen Meistertitel gewinnen konnte. In den 1980er Jahren gehörte er zu den wichtigsten Spielern seiner Mannschaft und bildete mit den beiden Flügelstürmern Ján Jaško und Marián Bezák die erste Sturmreihe von Slovan.
In der Spielzeit 1987/88 ging er für den Armeesportklub Dukla Jihlava aufs Eis, bevor er für eine letzte Saison zu Slovan Bratislava zurückkehrte. Insgesamt erzielte er in 436 Spielen 186 Tore in der höchsten tschechoslowakischen Liga. Rusnák verbrachte seine letzten vier Spielzeiten beim finnischen Verein KalPa Kuopio, für den er in der SM-liiga in 169 Spielen 79 Tore erzielte.

### International
Neben seinen Erfolgen auf Vereinsebene war Rusnák in den  1980er Jahren Stammspieler der tschechoslowakischen Nationalmannschaft. Meist spielte er dabei zusammen mit zwei anderen Slowaken, Vincent Lukáč und Igor Liba, in einer Angriffsreihe.
Zu seinen größten Erfolgen gehört die olympische Silbermedaille bei den Winterspielen 1984 in Sarajevo und die Goldmedaille bei der Weltmeisterschaft 1985 in Prag. Insgesamt erzielte er in 156 Länderspielen 68 Tore.

### Trainerlaufbahn und Funktionärstätigkeit
Im Anschluss an seine aktive Karriere arbeitete Rusnák von 1993 bis 1995 als Assistenztrainer für seinen Ex-Club HC Slovan Bratislava in der neu gegründeten Extraliga. In den Spielzeiten 1995/96 und 1998/99 war er jeweils als Manager für seinen früheren Verein Banská Bystrica in der Extraliga tätig. Seit 2006 ist Rusnák Mitglied im Exekutivkomitee des slowakischen Eishockeyverbands und in dieser Funktion für die regionale Entwicklung des Eishockeys in der Slowakei verantwortlich. 2009 wurde er in die slowakische Eishockey-Ruhmeshalle aufgenommen.

## Erfolge und Auszeichnungen
- 1979 Tschechoslowakischer Meister mit Slovan CHZJD Bratislava
- 1981 Bronzemedaille bei der Weltmeisterschaft
- 1982 Silbermedaille bei der Weltmeisterschaft
- 1983 Silbermedaille bei der Weltmeisterschaft
- 1984 Silbermedaille bei den Olympischen Winterspielen
- 1985 Goldmedaille bei der Weltmeisterschaft
- 2009 Aufnahme in die slowakische Eishockey-Ruhmeshalle